# اكس (شركة)
X Development LLC (المعروفة سابقًا باسم Google X ) هي مؤسسة أمريكية للبحث والتطوير شبه سرية أسستها Google في يناير 2010 ،  وتعمل الآن كفرع لشركة Alphabet Inc.  يقع المقر الرئيسي لشركة X على بعد حوالي ميل ونصف الميل من مقر شركة Alphabet ،في Googleplex ، في ماونتن فيو ، كاليفورنيا .
يشرف Astro Teller،عالم الأعمال التجارية، على العمل في X ، بصفته الرئيس التنفيذي و "Captain of Moonshots". بدأت المؤسسة بمشروع تطوير سيارة جوجل ذاتية القيادة .
في 2 أكتوبر 2015 ، بعد إعادة الهيكلة الكاملة لـ Google إلى Alphabet ، أصبحت Google X شركة مستقلة لـ Alphabet وتمت إعادة تسميتها إلى X.

## المشاريع
تتمثل مهمة X في ابتكار وإطلاق تقنيات "moonshot" التي تهدف إلى جعل العالم مكانًا أفضل بشكل جذري. يُعرّف X "moonshot" على أنها تقاطع بين مشكلة كبيرة وحل جذري واختراق تكنولوجي.
النظارات

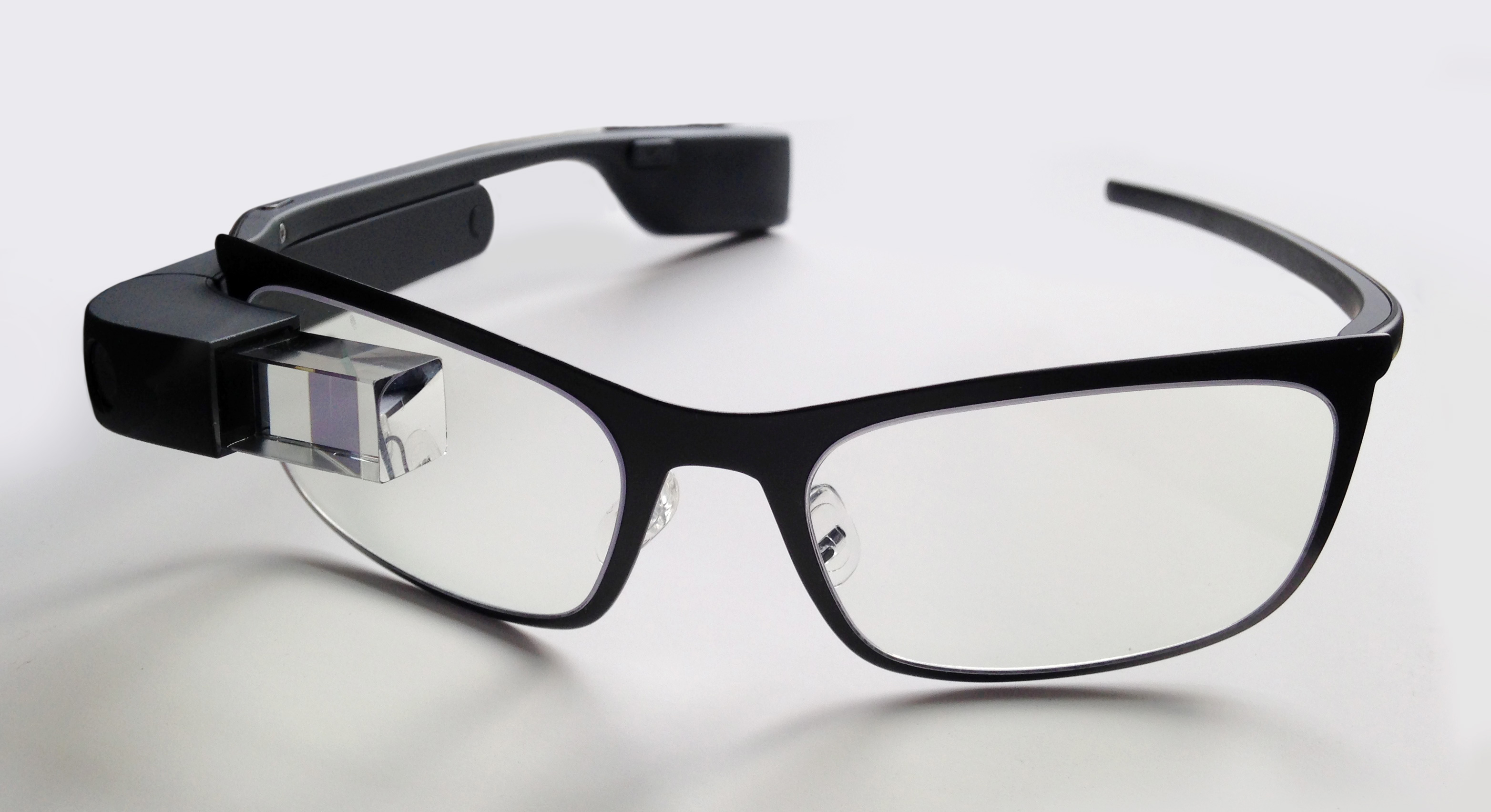
نظارات Google بإطارات سوداء وعدسات طبية.

Project Glass هو برنامج بحث وتطوير من غوغل لتطوير شاشة واقع معزز مثبتة على الرأس (HMD). الغرض من منتجات Project Glass هو عرض المعلومات المتاحة حاليًا لمعظم مستخدمي الهواتف الذكية  والسماح بالتفاعل مع الإنترنت عبر الأوامر الصوتية بلغة طبيعية.  تكلف نظارة غوغل الواحدة 1500 دولار.

## عمليات الاستحواذ
جرى الاستحواذ عدد من الشركات ودمجها في X ، وتغطي مجموعة متنوعة من المهارات مثل توربينات الرياح والروبوتات والذكاء الاصطناعي والروبوتات البشرية والأذرع الروبوتية والرؤية الحاسوبية . في عام 2013 ، استحوذت X على Makani Power ، وهي شركة أمريكية تطور أجنحة / طائرات ورقية مربوطة مع توربينات الرياح لتوليد الطاقة المتجددة منخفضة التكلفة. في عام 2014 ، استحوذت على شركة تصميم المنتجات والهندسة الميكانيكية Gecko Design ، التي تضمنت منتجاتها السابقة جهاز تعقب نشاط Fitbit وأجهزة الحاسوب منخفضة التكلفة. اعتبارًا من عام 2015 ، استحوذت X على 14 شركة: من بينها Redwood Robotics و Meka Robotics و Boston Dynamics و Bot &amp; Dolly و Jetpac. في يونيو 2017 ، باعت X Boston Dynamics إلى مجموعة سوفت بنك ،  والتي باعتها لاحقًا لشركة هيونداي موتور في ديسمبر 2020.

## روابط خارجية
- الموقع الرسمي